# 苦灰岩

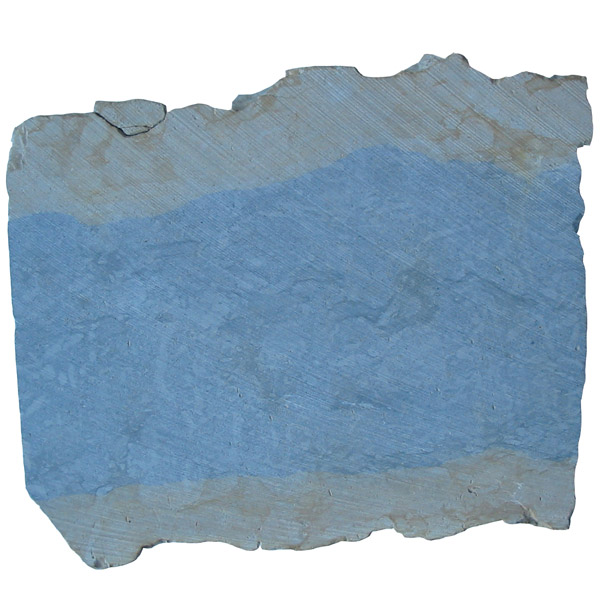
苦灰岩

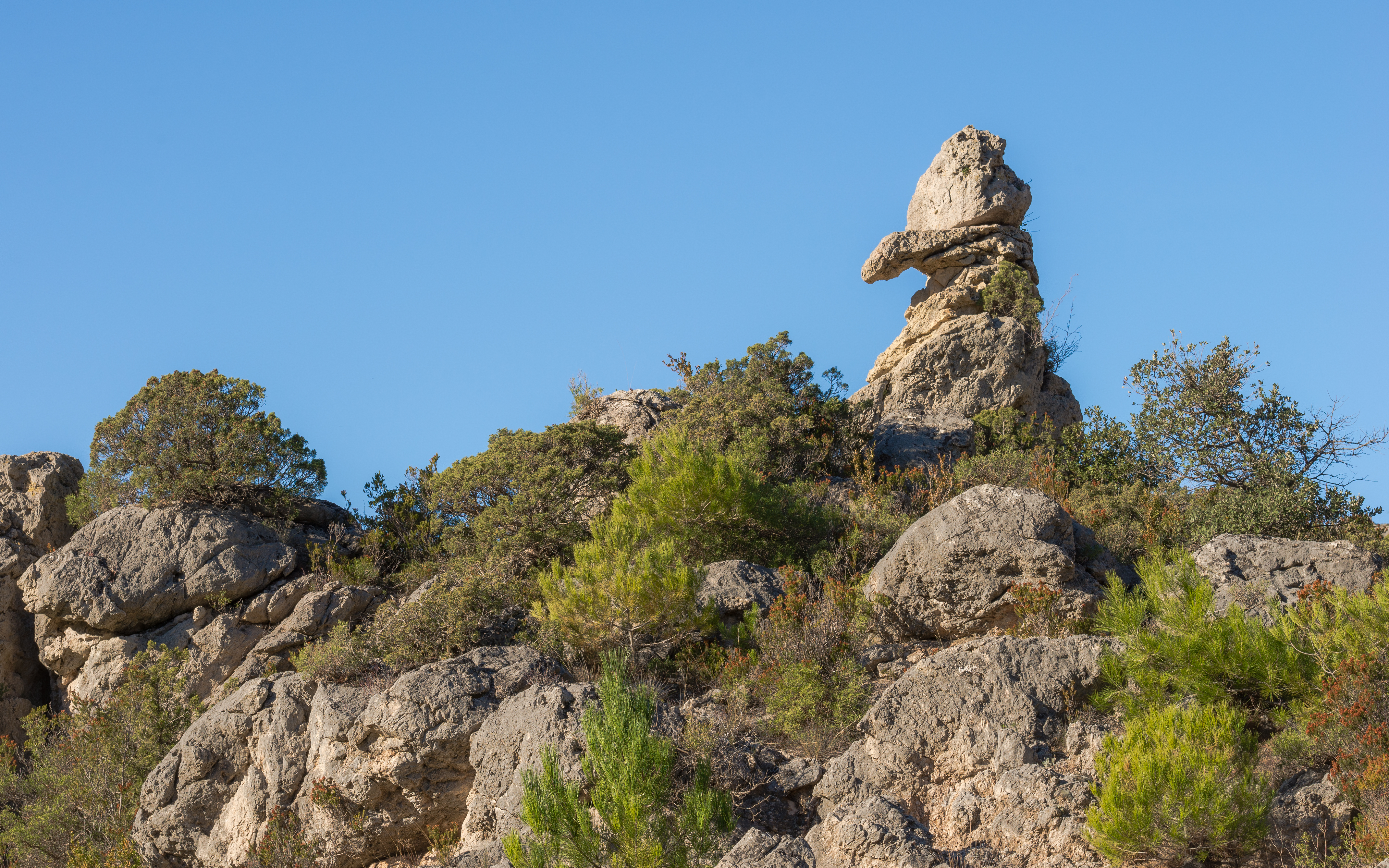

苦灰岩（くかいがん、dolostone）は、苦灰石（ドロマイト、CaMg(CO3)2）を主成分とする堆積岩。白雲岩（はくうんがん）ともいう。苦灰岩のこともドロマイト(dolomite)ということがあるが、その場合は苦灰石（鉱物）との区別ができない。
石灰岩を構成している方解石や霰石（いずれも CaCO3）中のカルシウムが、マグネシウムに置き換わって苦灰石になったと考えられている。全てが苦灰石になっていることは少なく、たいていは方解石を含んでいる。